# インターネットシングル王座
19時女子プロレス認定インターネットシングル王座（じゅうくじじょしプロレスにんていインターネットシングルおうざ）は、アイスリボンが管理、認定していた王座。IW19王座（アイ・ダブリューじゅうきゅうおうざ、インターネット・レスリングじゅうきゅうおうざ）の略称で表記、呼称されている。

## 歴史
2011年2月15日、19時女子プロレスの帯広さやかが肩の手術で長期欠場となることから提唱してチャンピオンベルトと番組の制作協賛金を募って創設。創設当初はUSTREAMでタイトルマッチを配信していた。初代王者はつくしで、当時東北地方太平洋沖地震（東日本大震災）が発生した直後ということもあって、被災地出身である藤本つかさ（宮城）、宮城もち（同）、つくし（茨城）、飯田美花（当時はフリー、青森）の4人を帯広が推薦し、ワンデートーナメントによる王座決定戦を行い、決勝で藤本を破ったつくしが初代王者となった。初防衛戦はつくしの希望により、つくしが普段からトレーニングを積んでいる鹿島学園高校レスリングスクールにおいて行われ、さくらえみと引き分けて初防衛を果たした。第3代王者都宮ちいが返上して空位となった。8月26日、アイスリボンが19時女子を吸収合併して管理団体がアイスリボンに移った。第4代王座は初代王者つくし、参戦回数が最も多いくるみ、19時女子でエキシビションを重ねた長野ドラミ、そして元代表帯広さやかの4人によるトーナメントで争われた。勝ち進んだつくし、くるみによる決勝戦はくるみが勝利。第4代王者となる。11月25日、宮城もちからの挑戦を退け王座を防衛したくるみにつくしが挑戦表明、12月2日、防衛戦が行われつくしが勝利。第5代王者となる。
2013年6月22日、19時女子の正式放送終了に伴い王座も封印が決定したが、初代王者でありICE×60王者でもあったつくしが封印前最後の挑戦を表明、7月14日、新宿FACE大会にて王者の藤本つかさとのダブルタイトルマッチが組まれることになった。このダブルタイトルマッチは19時女子のMCだったGENTARO立会いの下、「ニコニコプロレスチャンネル」で生中継され、勝利した藤本がベルトをGENTAROに渡し封印された。その後、ICE×60は体重制限（60kg）が撤廃されて「ICE×∞王座」に改称された。
2020年4月、新型コロナウイルス感染拡大と、これに伴って発令された改正新型インフルエンザ等対策特別措置法に基づく緊急事態宣言の影響により通常興行の中止が相次ぎ、インターネット配信での無観客興行開催に転換したことを受け、王座の復活を決めた。5月31日、12名が参加した王座決定トーナメントを勝ち抜いた星ハム子と雪妃真矢により決勝戦が行われ、勝利した星ハム子が第11代王者に輝いた。
2022年5月4日、王者の春輝つくしが引退により、空位となって事実上封印状態となる。

## ルール

### 19時女子プロレス時代
- 19分1本勝負。
- 場外は10カウント（通常の19時女子プロレスは場外カウントなし）。
- 引き分けは防衛（アイスリボンが認定する王座による引き分けは剥奪）。
- 王者は最低4週間に1度の防衛戦を行わなければならない。
- 日程及び挑戦者は王者が決定権を持つ（挑戦者に拒否権はない）。
- 19時女子に10回以上参戦した場合は「いつでも挑戦権」が与えられて好きな時に挑戦表明が出来る（王者に拒否権はない）。
- 「いつでも挑戦権」を獲得するためのカウントはタイトルマッチを行った時点でリセットされる。
- 10回以上の参戦で得られる挑戦権は1回のみ（例えば20回参戦しても2回にはならない）。
- 観衆の有無に関係なくタイトルマッチはインターネットを通じて中継される。

### アイスリボン時代
- 防衛期限の廃止。
- 「いつでも挑戦権」の廃止。
- 挑戦資格は19歳以内もしくはキャリア3年以内（2012年1月に年齢とキャリアによる挑戦資格の制限を撤廃）。

## 歴代王者
| 歴代   | 選手       | 戴冠回数 | 防衛回数 | 獲得日付       | 獲得場所 （対戦相手・その他）                              |
| ------ | ---------- | -------- | -------- | -------------- | ---------------------------------------------------------- |
| 初代   | つくし     | 1        | 3        | 2011年3月22日  | アイスリボン道場 藤本つかさ                                |
| 第2代  | みなみ飛香 | 1        | 0        | 2011年5月27日  | アイスリボン道場                                           |
| 第3代  | 都宮ちい   | 1        | 2        | 2011年6月1日   | アイスリボン道場 2011年7月22日の防衛戦が引き分けのため剥奪 |
| 第4代  | くるみ     | 1        | 1        | 2011年9月16日  | アイスリボン道場 つくし                                    |
| 第5代  | つくし     | 2        | 0        | 2011年12月2日  | アイスリボン道場                                           |
| 第6代  | くるみ     | 2        | 0        | 2012年3月23日  | アイスリボン道場                                           |
| 第7代  | 藤本つかさ | 1        | 0        | 2012年6月1日   | アイスリボン道場                                           |
| 第8代  | 雫あき     | 1        | 0        | 2012年8月10日  | アイスリボン道場                                           |
| 第9代  | 星ハム子   | 1        | 1        | 2012年10月19日 | アイスリボン道場                                           |
| 第10代 | 藤本つかさ | 2        | 1        | 2013年6月22日  | スポルティーバアリーナ 2013年7月14日封印                   |
| 第11代 | 星ハム子   | 2        | 4        | 2020年5月31日  | アイスリボン道場 雪妃真矢                                  |
| 第12代 | 春輝つくし | 3        | 3        | 2021年1月9日   | ラジアントホール                                           |
| 第13代 | 星ハム子   | 3        | 2        | 2021年8月1日   | 新木場1stRING                                              |
| 第14代 | 春輝つくし | 4        | 0        | 2021年9月18日  | 後楽園ホール 2022年5月4日封印                              |